# 米季亞尼夫卡
49°11′36″N 34°10′50″E / 49.19333°N 34.18056°E
米季亞尼夫卡（烏克蘭語：Мідянівка），是烏克蘭中部的村莊，隸屬波爾塔瓦州的波爾塔瓦區。該村處於大科別利亞喬克河右岸，距離佐洛塔里夫卡1.5公里，海拔高度80米，2001年人口272。